# Kai Sammet
Kai Sammet (* 1960 in Marbach am Neckar) ist ein deutscher Arzt und Medizinhistoriker. Sammets Arbeitsschwerpunkte liegen im Bereich der Psychiatriegeschichte des 19. und 20. Jahrhunderts.

## Leben
Sammet studierte Medizin an den Universitäten in Göttingen und Hamburg. Er promovierte mit einer Arbeit zu Wilhelm Griesinger. Seit dem Jahr 1998 gehört Sammet dem Institut für Geschichte und Ethik der Medizin am Universitätsklinikum Hamburg-Eppendorf, ehemals Institut für Geschichte der Medizin, als Wissenschaftlicher Mitarbeiter an. Zuvor war er als Assistenzarzt in der Forensischen Psychiatrie tätig gewesen. In den Jahren 2000 bis 2003 leitete Sammet das Institut des Hamburger Universitätsklinikums kommissarisch. Im zweiten Jahrzehnt des 21. Jahrhunderts zählt er zu dessen Stellvertretenden Institutsleitern.

## Herausgeberschaft
Sammet gehörte mit Ursula Weisser zu den Herausgebern der Reihe Hamburger Studien zur Geschichte der Medizin.